# British Chess Problem Society
Die British Chess Problem Society (BCPS) ist eine 1918 gegründete Vereinigung für Problemschach. Sie ist weltweit die älteste Vereinigung dieser Art. Seit 1926 gibt sie die Zeitschrift The Problemist und seit 1992 deren Beilage The Problemist Supplement heraus.
Ziel der BCPS ist die Förderung der Schachkomposition. Sie richtet das offizielle britische Schachlöseturnier aus und wählt die bei der World Chess Solving Championship für Großbritannien antretende Mannschaft aus.

## Zeitschrift
Die Zeitschrift The Problemist wurde 1926 gegründet und erscheint zweimonatlich. Seit 1992 existiert dazu die vorrangig an Anfänger gerichtete Beilage The Problemist Supplement. Wiederkehrende Rubriken sind die Publikation von Originalaufgaben, Stellungsrekonstruktionsaufgaben anhand von Lösungen, ausgewählte Probleme, Buchvorstellungen und -rezensionen, Preisberichte sowie Berichte von BCPS-Aktivitäten.

## Präsidenten
Derzeit (Stand: Juni 2010) ist Christopher Cedric Lytton Präsident der BCPS. Vorherige Präsidenten waren in alphabetischer Reihenfolge Barry Peter Barnes, J. G. Grevatt, Christopher Jones, R. Tony Lewis, Michael Lipton, Robin Matthews, Jeremy Morse, Arthur Christopher Reeves, John Rice, Colin Albert Harry Russ, Donald A. Smedley, Adam Sobey, Brian Stephenson, Colin Sydenham und Paul Valois.